# Omega Persei
Omega Persei (Gorgonea Quarta, 28 Persei) é uma estrela na direção da constelação de Perseus. Possui uma ascensão reta de 03h 11m 17.40s e uma declinação de +39° 36′ 41.7″. Sua magnitude aparente é igual a 4.61. Considerando sua distância de 305 anos-luz em relação à Terra, sua magnitude absoluta é igual a −1.50. Pertence à classe espectral K1III.